# Cappella della Sacra Sindone (Fénis)
La cappella della Sacra Sindone è una chiesa di Fénis in Valle d'Aosta.

## Storia
La cappella venne edificata nel 1758, mentre gli affreschi che decorano la facciata vennero realizzati l'anno seguente da Joconde Gnifeta.

## Descrizione
La chiesa si trova in località Chez-Cuignon.
Presenta una struttura semplice, a navata unica. La facciata è ornata da un grande affresco del Giudizio universale, articolato in tre scene raffiguranti il Paradiso in alto, il Purgatorio a sinistra e l’Inferno a destra.
L’interno ospita un altare barocco del XVIII secolo.